# 台湾鉄路管理局DHL100型ディーゼル機関車
台湾鉄路管理局DHL100型ディーゼル機関車(たいわんてつろかんりきょくDHL100がたディーゼルきかんしゃ、正体字: 台鐵DHL100型柴液機車)は、台湾鉄路管理局（現台湾鉄路公司）の入換用のディーゼル機関車。2002年から2003年までの間に、合計16両納入された。

## 概要
台鉄で使用しているS200型、S300型、S400型といった入換用のディーゼル機関車は、いずれも1960年頃に購入され、更新が必要とされていた。
そこで、台湾各地区のニーズを満たしつつ、入換機の性能向上のため、2002年から日本の新潟トランシスから新型の入換用ディーゼル機関車を購入することとなった。これが、DHL100型ディーゼル機関車である。
DHL100型は、台鉄で初めて入換専用として設計された液体式ディーゼル機関車で、初めて軌間が1,067mmのディーゼル機関車として設計されたものである。以前導入した液体式のDH200型ディーゼル機関車は、軌間が762mmのLDH200型ディーゼル機関車を1,067mmに変更したものであった｡
DHL100型は全部で16両製造され、1号機(DHL101)は、新潟トランシスで製造し、台湾へ輸入されたものであるが、その他の15両は、日本から部品を輸出し、台湾車輌において組み立て、テストを行った。

## 車輌概要
米国カミンズ製のKTA38ディーゼルエンジンを使用し、1,200馬力、牽引力15,000kgの能力があり、15両編成のPP自強号の牽引が可能となっている。
設計最高速度は75km/hであり、車輌重量が軽いため、支線などにも乗り入れが可能である。運転室は、凸型に設置されているが、前後のエンジンルームの長さは異なる。運転室からの視界は良好で、エンジン音も抑えてあり、台鉄で使用されているディーゼル機関車の中でも静音性に優れているとされている。

## 配備駅
各地の主要機務段に配備され、入換用途に使用されている。かつては、平渓線において蒸気機関車CK124号機の補助機関車として運用されたり、深澳線、高雄第2臨港線、集集線などにおいて貨物列車の牽引も行われていた。
- 七堵機務段
- 彰化機務段
- 高雄機務段

## 画像ギャラリー

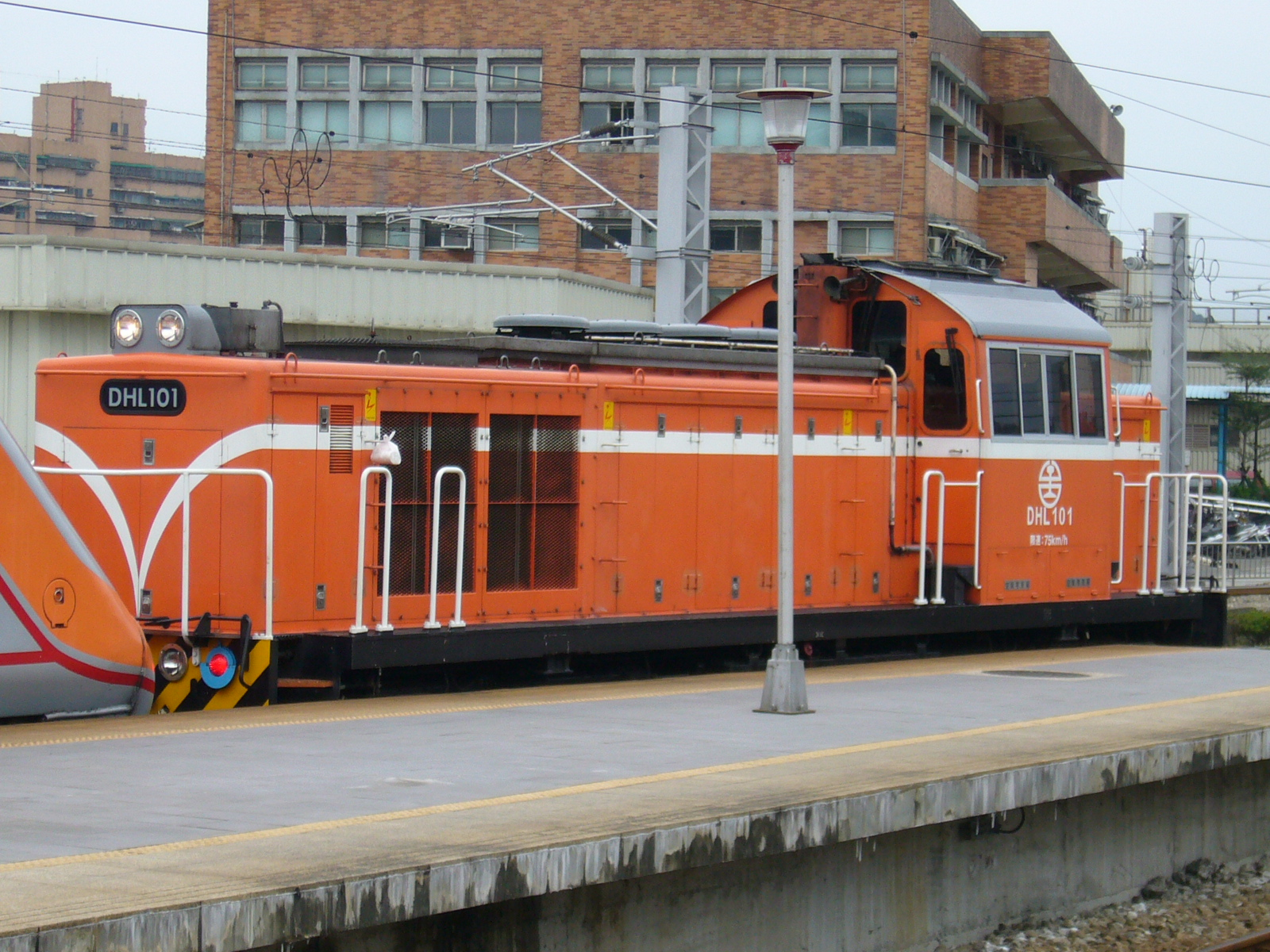
DHL101（オリジナル車輛）
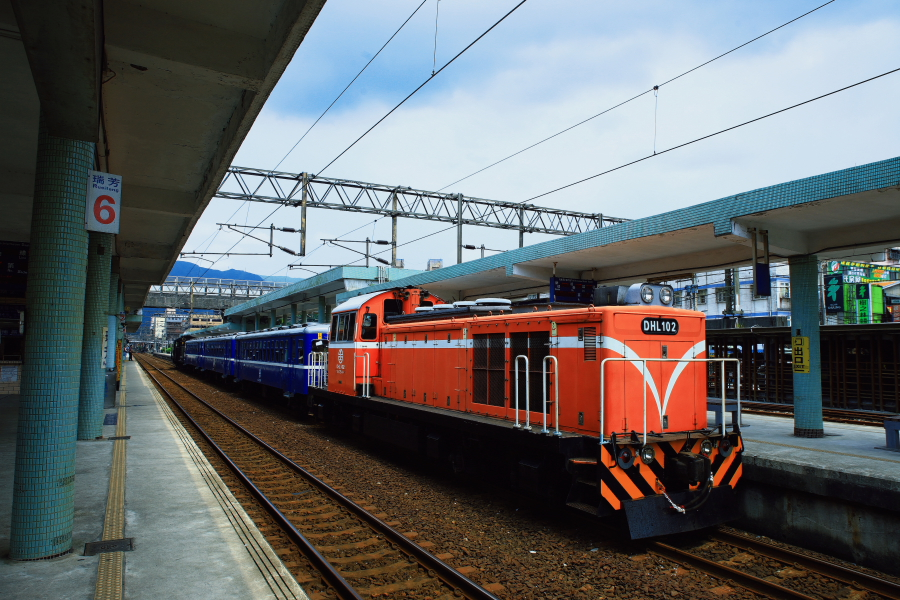
DHL102
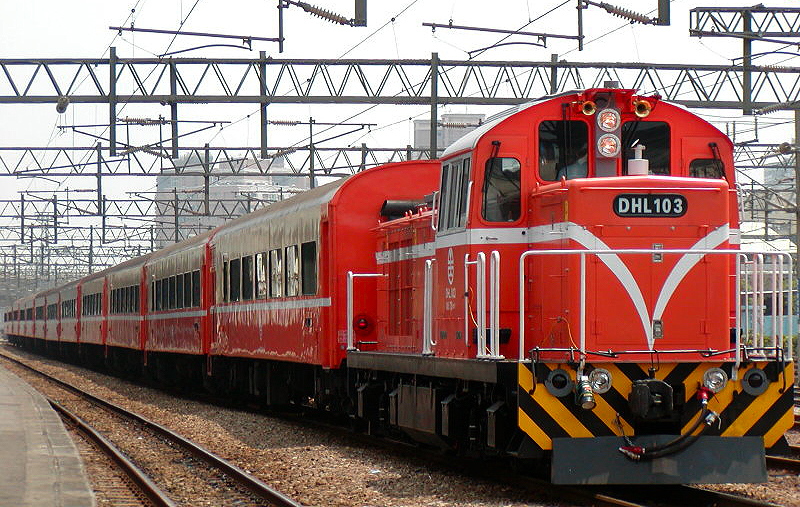
DHL103
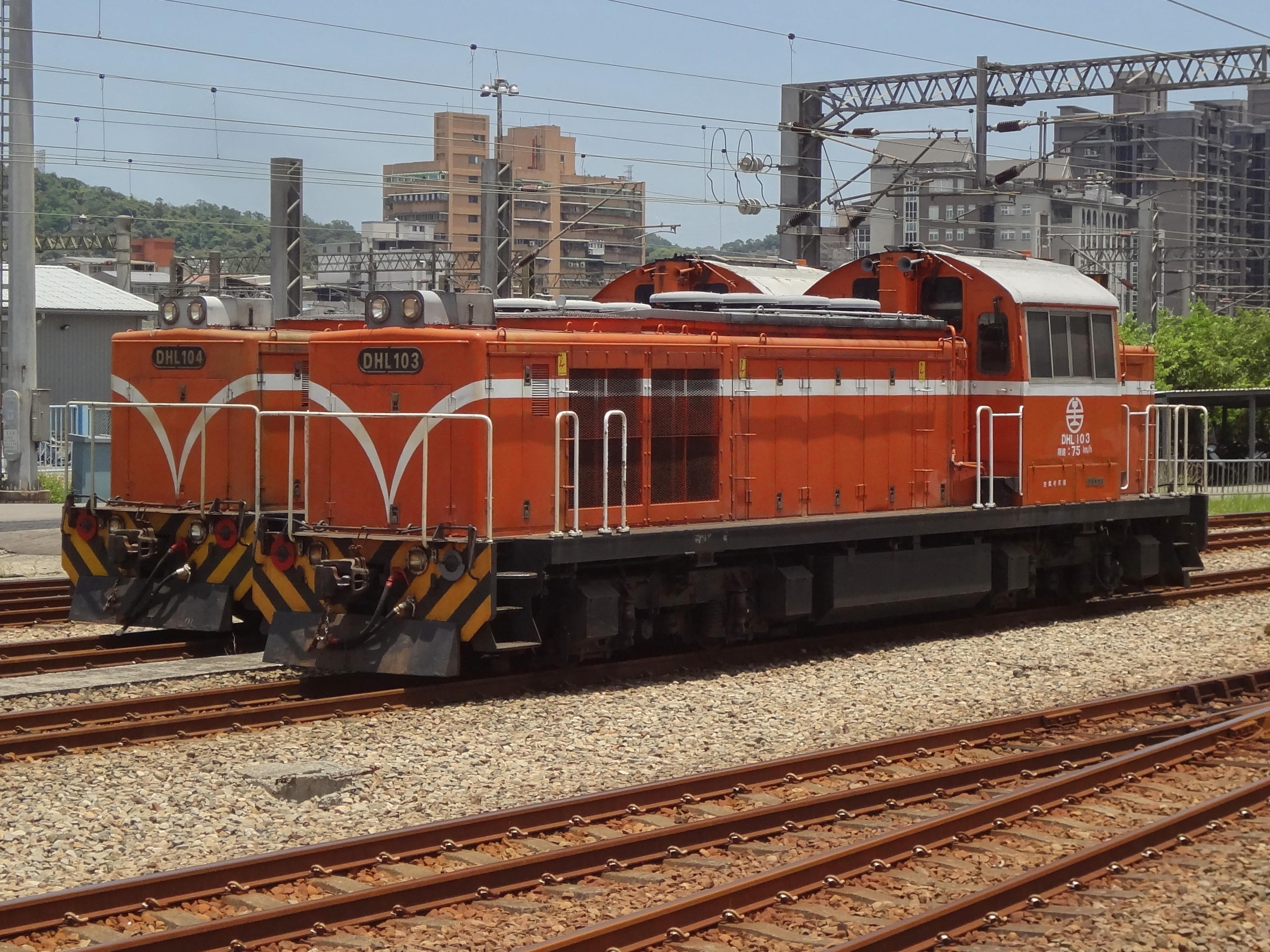
DHL103、DHL104
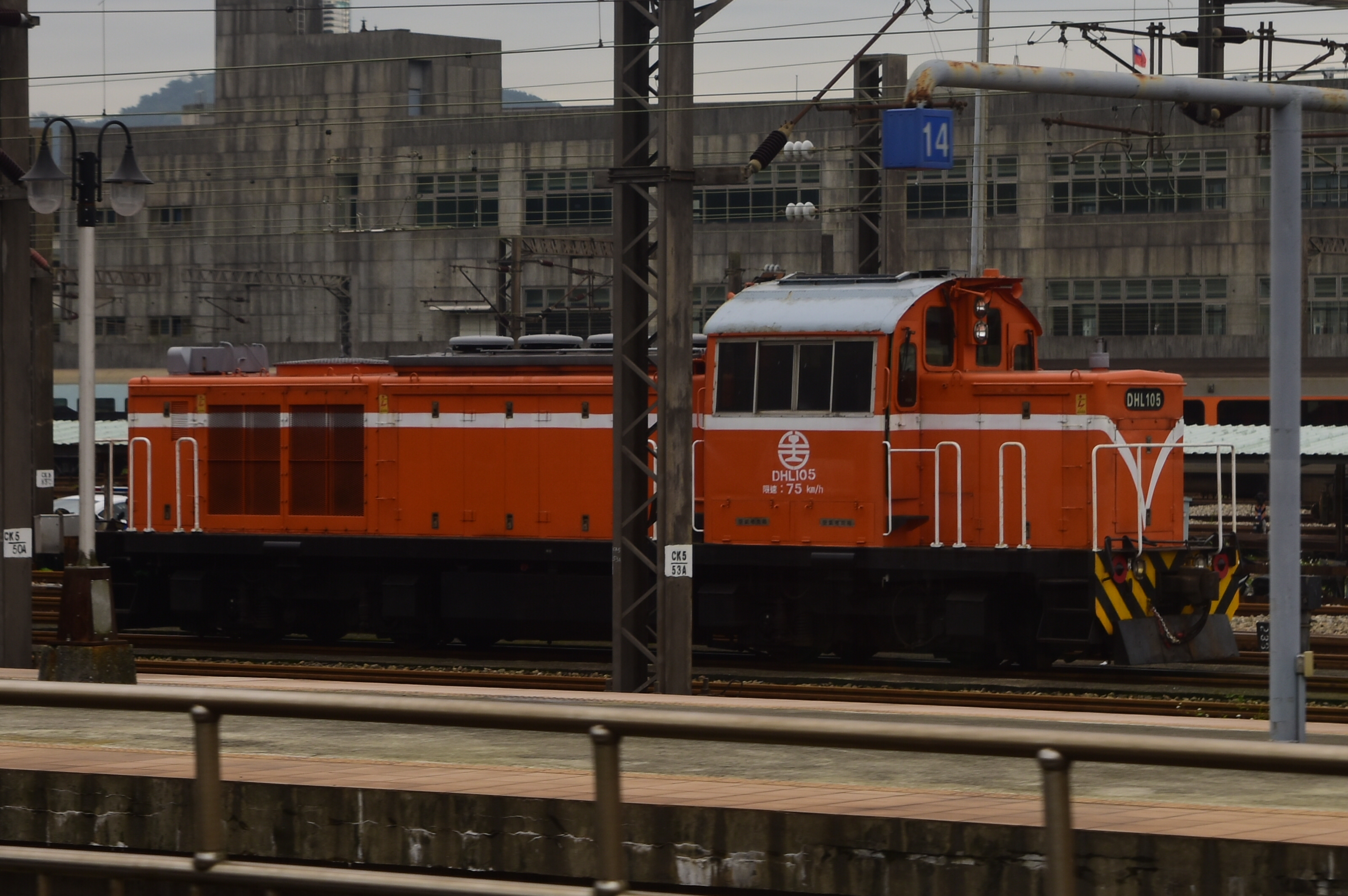
DHL105
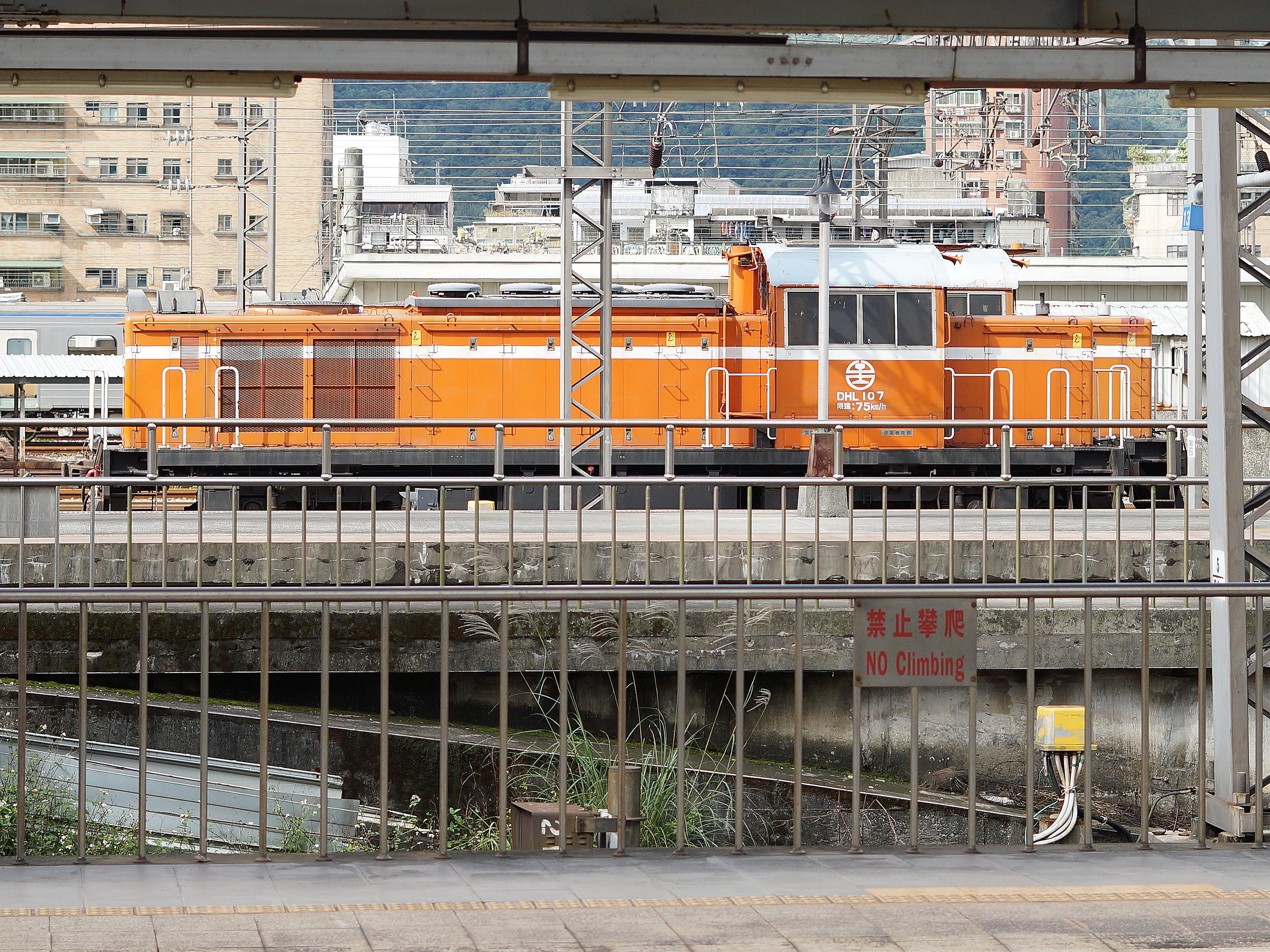
DHL107
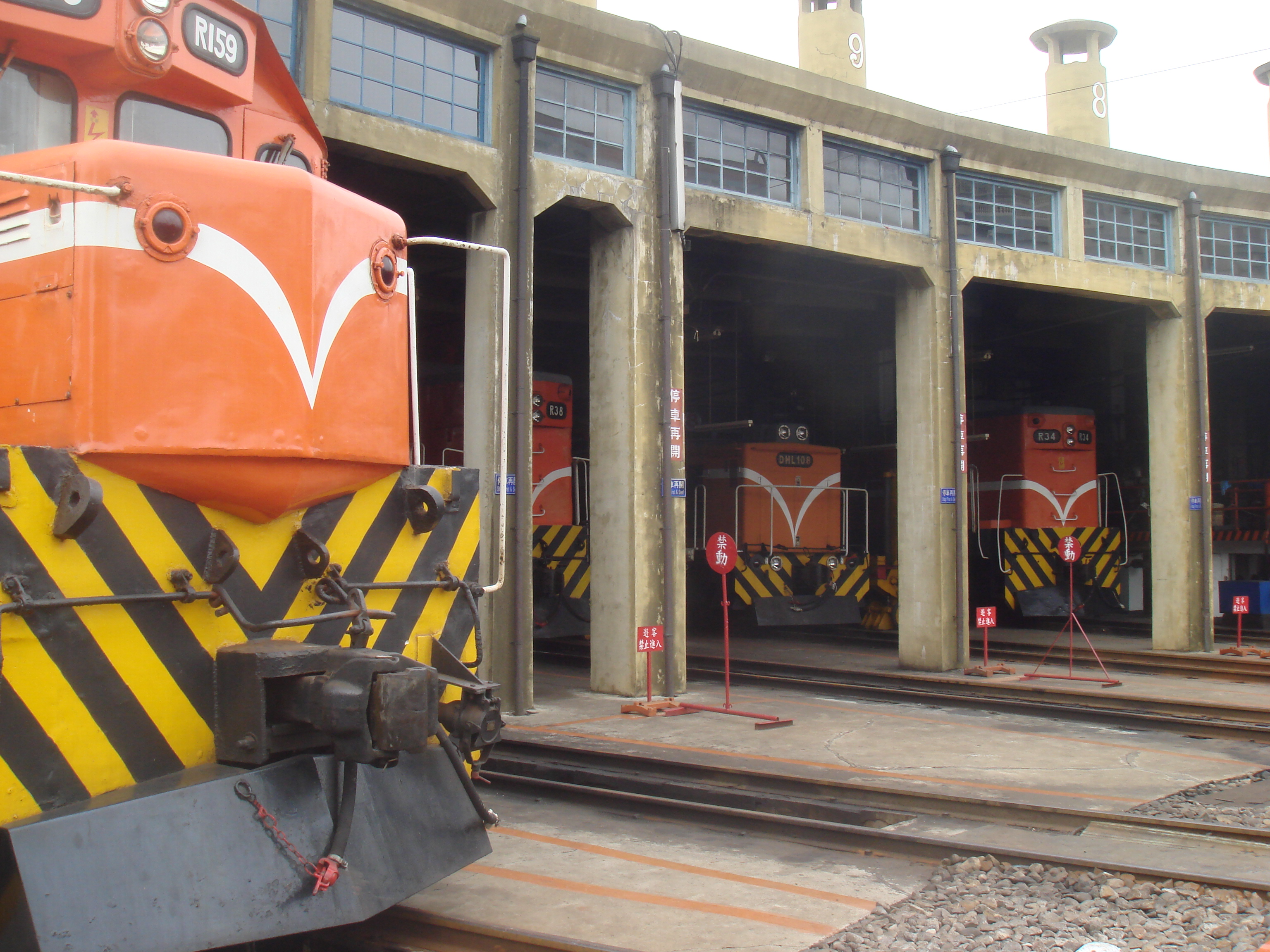
DHL108
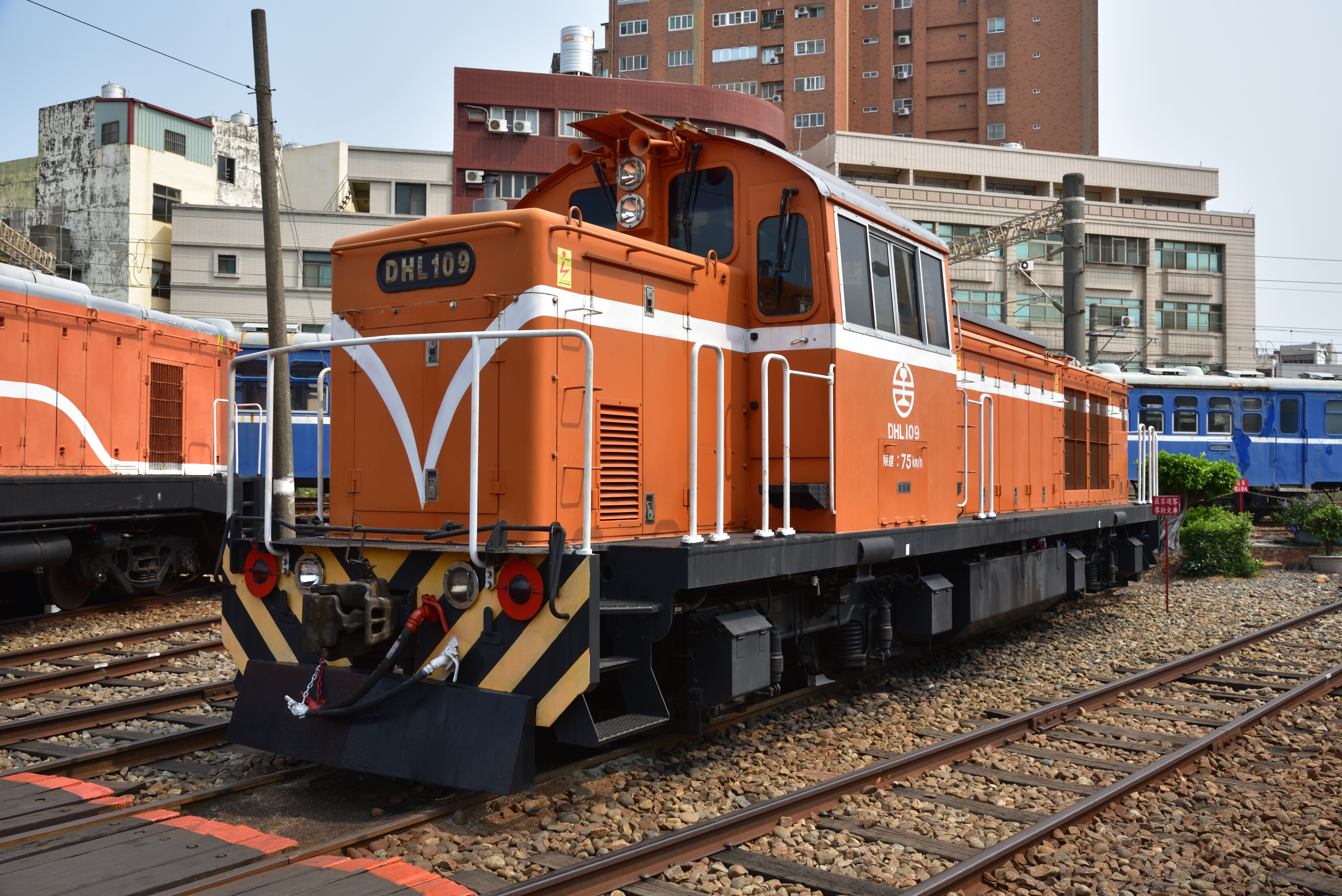
DHL109
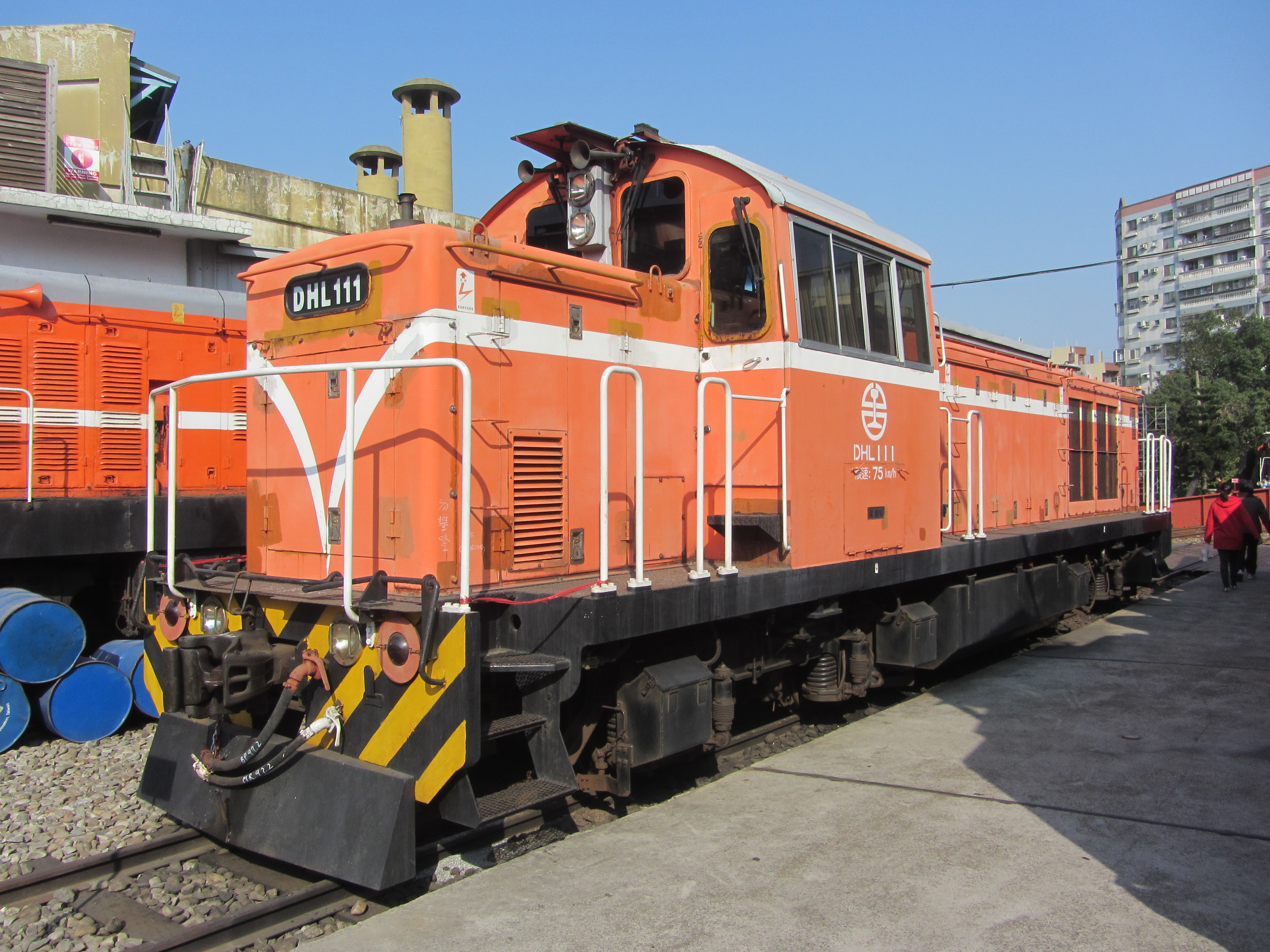
DHL111
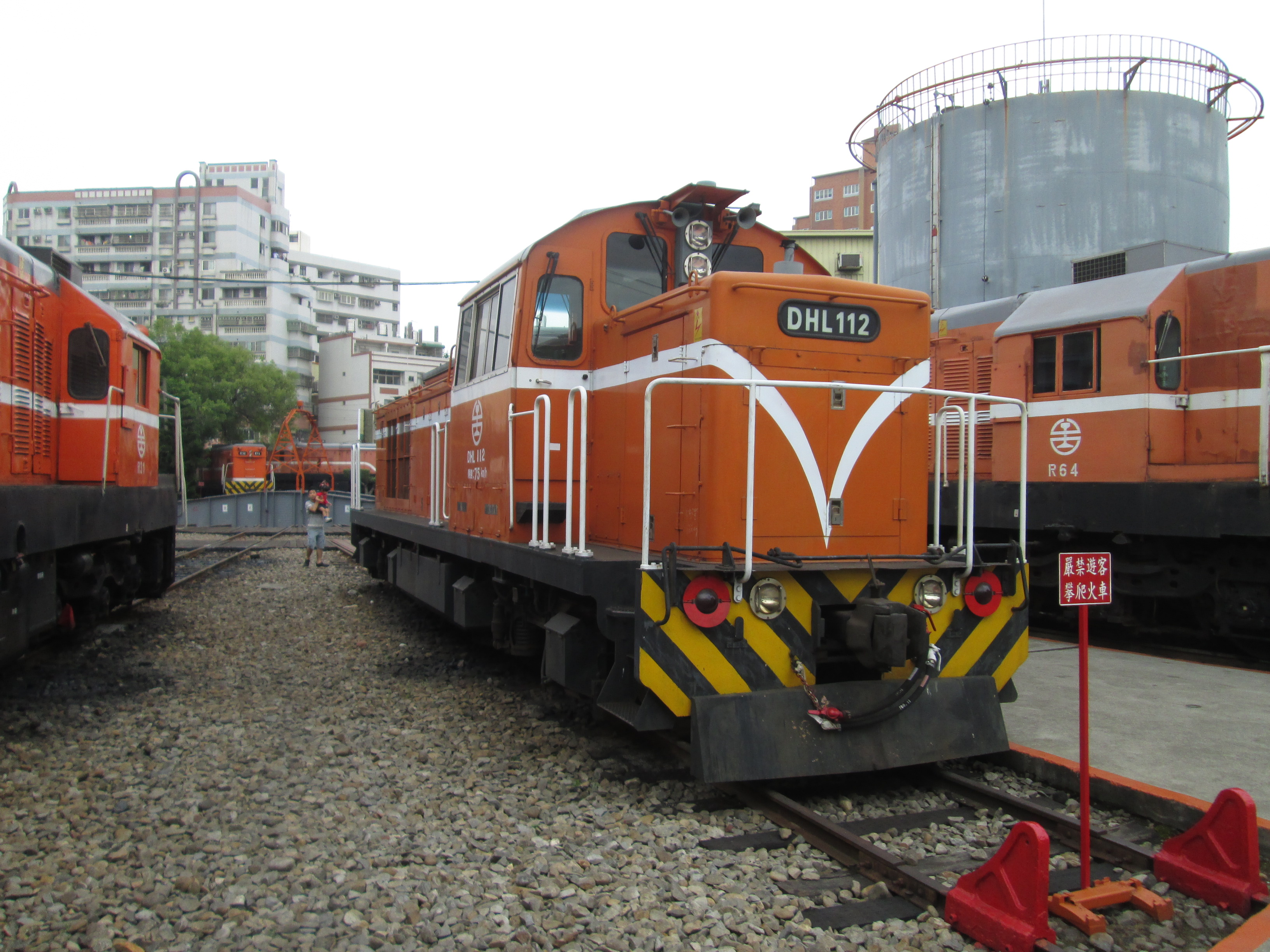
DHL112
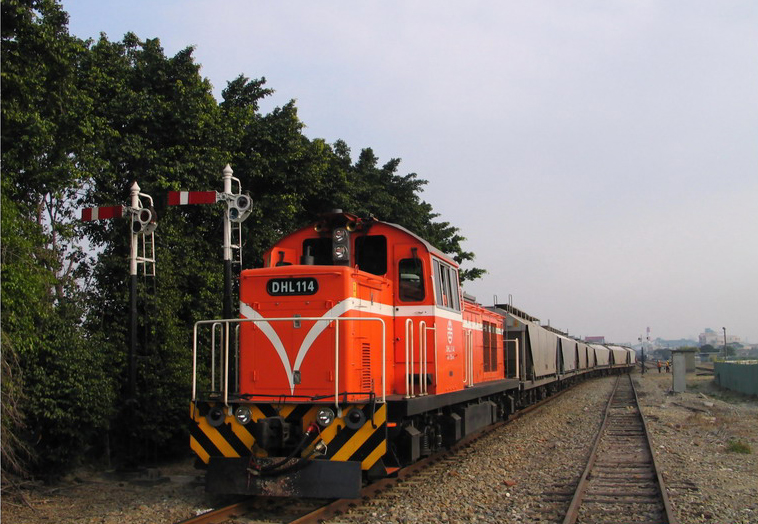
DHL114
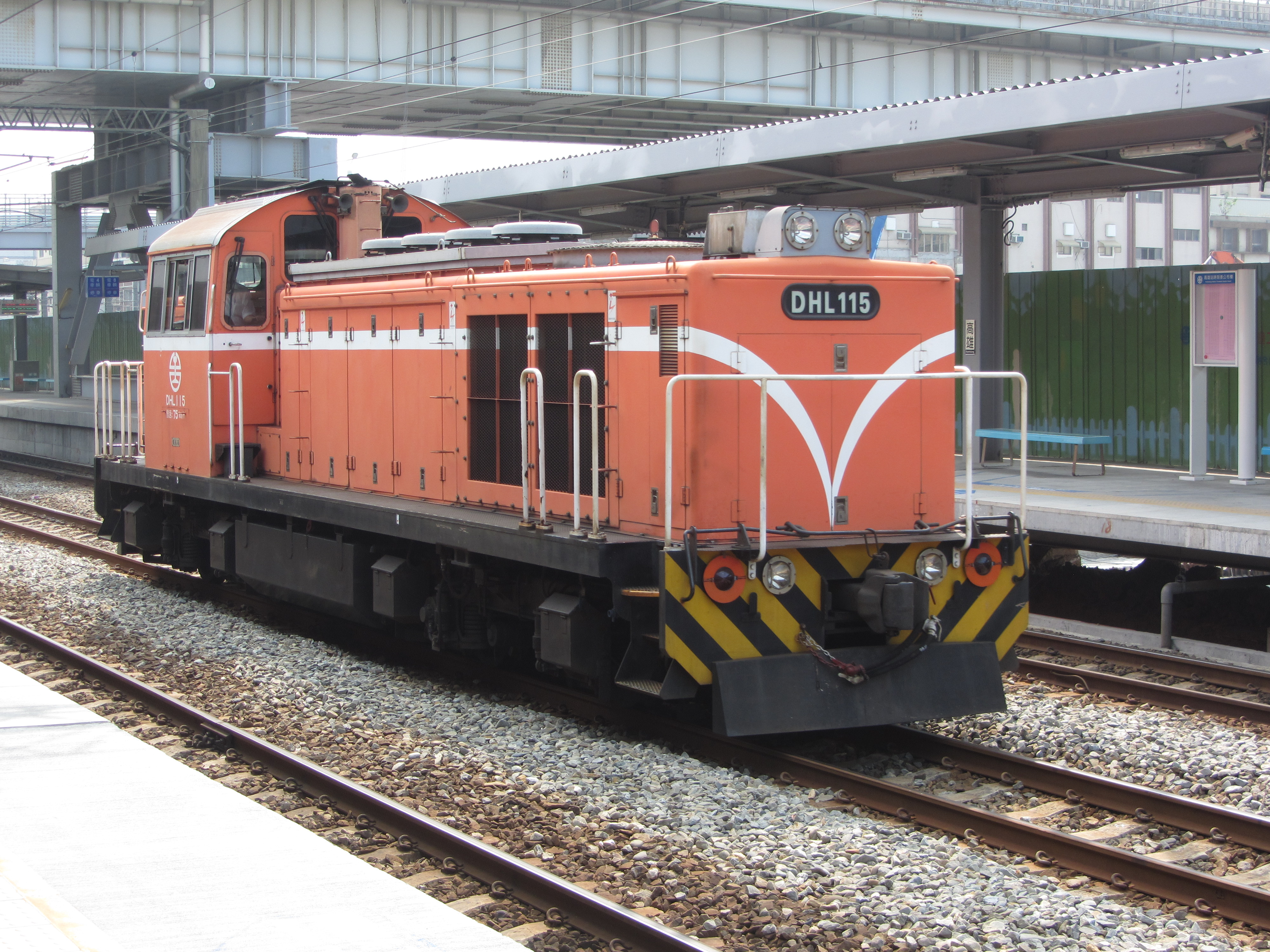
DHL115
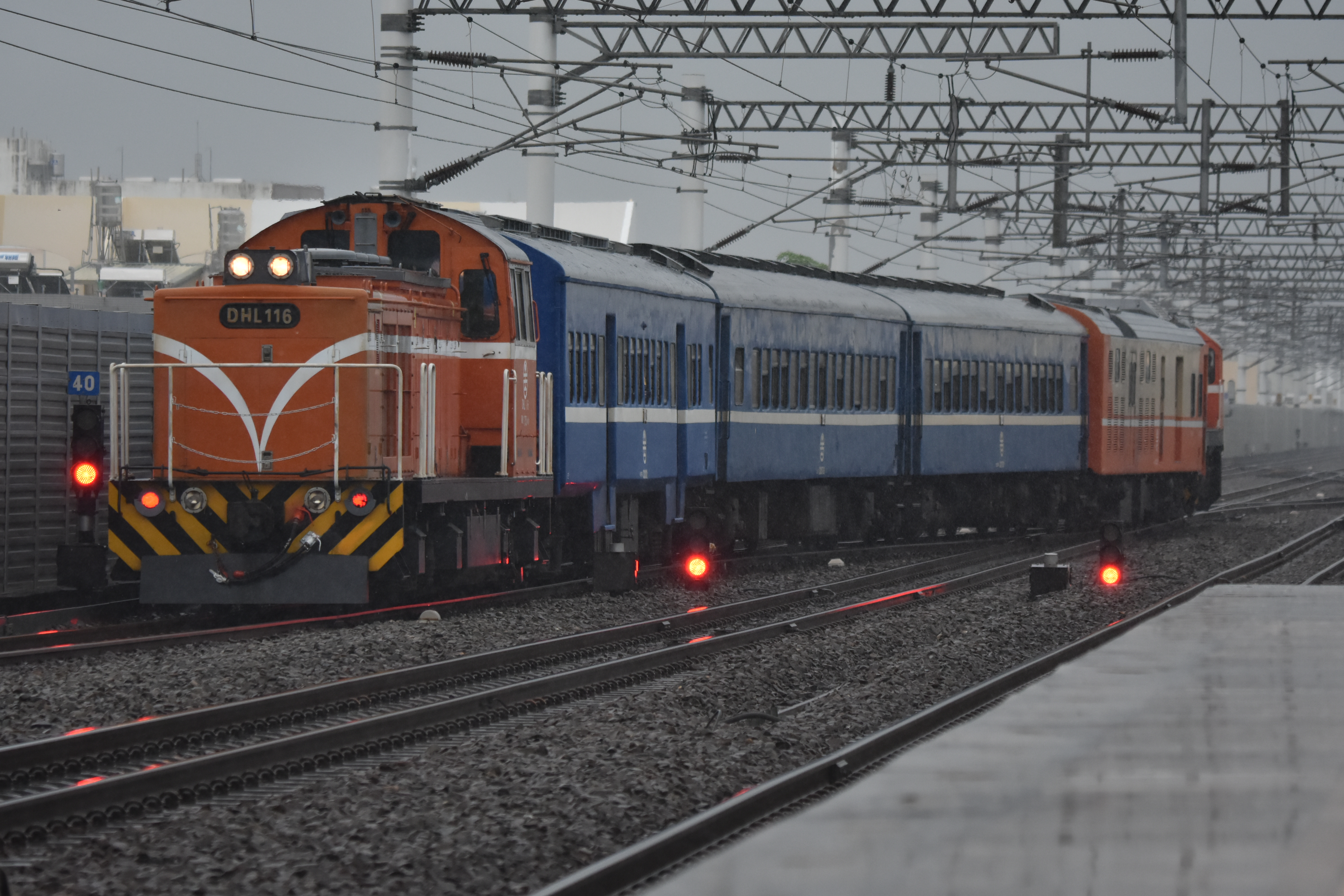
DHL116

## 事故
2015年10月14日、潮州車両基地において試運転を行っていた8711次列車の後補機となっていたDHL113に火災事故が発生した。